# Leptospermum turbinatum
Leptospermum turbinatum är en myrtenväxtart som beskrevs av Joy Thomps.. Leptospermum turbinatum ingår i släktet Leptospermum och familjen myrtenväxter. Inga underarter finns listade i Catalogue of Life.